# Gus Greensmith
Fergus Greensmith (Manchester, Anglaterra, 26 de desembre de 1996), més conegut com a Gus Greensmith, és un pilot de ral·lis britànic que disputa el Campionat Mundial de Ral·lis amb l'equip M-Sport amb un Ford Puma WRC Rally1.
Greensmith va ser porter a les categories inferiors del Manchester City abans de començar la seva trajectòria com a pilot de ral·lis. L'any 2014 aconsegueix guanyar el Campionat Britànic de Ral·lis Júnior i realitza la seva primera participació al Campionat Mundial de Ral·lis prenent part del Ral·li de Gal·les.
L'any 2017, 2018 i 2019 participa al WRC 2 amb un Ford Fiesta R5 del equip M-Sport, donant el salt a la màxima categoria de forma parcial a la temporada 2020.
La temporada 2021 és la primera que disputa de forma complerta al Mundial amb una quarta posició al Ral·li Safari com a millor resultat d'un any on acabaria novè de la general. La temporada 2022 també la disputà de forma integra, aquest cop al volant d'un Ford Puma WRC Rally1, no obstant els resultats no són els esperats i finalitza el campionat en desena posició.
La temporada 2023 passa a disputar la categoria WRC 2 dins de l'equip Toksport amb un Škoda Fabia RS Rally2, finalitzan el campionat en segona posició, tan sols per darrere del seu company d'equip Andreas Mikkelsen.